# Gli scapoli
Gli scapoli è un romanzo di Henry de Montherlant, pubblicato nel 1934 da Grasset e poi nel 1963 con illustrazioni di Gabriel Zendel da Lidis.
Quando il romanzo apparve, fu considerato un notevole rinnovamento da parte dell'autore rispetto ai due romanzi precedenti, Le Songe e Les Bestiaires, che erano nient'altro che autobiografie appena trasposte. Les Célibataires, pubblicato per la prima volta sulla Revue des deux Mondes, non fu oggetto di alcuna polemica, al contrario di altre opere dell'autore, e ricevette un'approvazione quasi unanime. Il Grand prix de littérature de l'Académie française e il Premio Northcliffe (inglese) consacrarono il successo del romanzo. Il linguista Giacomo Devoto definì il romanzo, sulla Nuova Antologia, «assai bello».

## Trama
Il romanzo raffigura principalmente due aristocratici, scapoli e disagiati: Léon de Coantré e suo zio Élie de Coëtquidan, i quali vivono insieme nella casa familiare, al 27 bis Boulevard Arago, a Parigi. Élie è un vecchio di 70 anni, misantropo, lento, ingenuo e vergine, occupato più dai suoi gatti che dalla vita che lo circonda. Leon è un cinquantenne incapace, spaventato dal mondo esterno e dagli altri ed è sempre vissuto con la madre. Léon e Élie, entrambi dell'aristocrazia bretone, non hanno fortuna o prestigio nella società. Essi dipendono finanziariamente dall'altro zio di Léon nonché fratello di Élie: Octave de Coëtquidan. Costui è riuscito, al contrario del nipote e del fratello, a realizzarsi socialmente, grazie al sostegno di un amico di infanzia, e gode di una situazione confortevole. A queste persone va aggiunta Simone de Bauret, la nipote di Léon. È una giovane donna indipendente e superficiale, che disprezza i due scapoli, tanto da soprannominarli «les magots».
Fin dall'inizio del romanzo, i due protagonisti devono fare i conti con la morte della madre di Léon, M.me de Coantré, che ha svolto un ruolo protettivo per ognuno di loro. Prima di morire, raccomanda che suo figlio si prenda cura di suo zio Élie, di cui si era sempre personalmente occupata. Dalla madre Léon eredita la casa familiare e, su consiglio del suo notaio, Bourdillon, decide di assumere anche i debiti della tenuta. Molto presto si ritrova in rosso e deve lasciare con suo zio Élie la casa di famiglia. Il romanzo racconta le varie difficoltà (finanziarie, affettive...) che incontrano i due vecchi scapoli.

## Edizioni
- Gli scapoli, traduzione di Egidio Bianchetti, Milano, Medusa, Mondadori, 1953.
- Gli scapoli, traduzione di Egidio Bianchetti, Milano, I capolavori della Medusa. Ser. 2, Mondadori, 1974.
- Gli scapoli, traduzione di Egidio Bianchetti, introduzione di Luciano De Maria, Milano, Oscar, Oscar. Narrativa, Mondadori, 1980.